# Piros sarkantyúvirág
A sarkantyúvirág nemzetségbe tartozó piros sarkantyúvirág (Centranthus ruber) Magyarországon is termesztett évelő dísznövényfaj. Levele és gyökere is fogyasztható, a levelek salátaként, a gyökér levesbe főzve. Gyógyhatása nem ismert.

## Származása, élőhelye
A mediterrán vidékeken honos, egészen Svájc déli részéig. Vadon főképp a domb- és hegyoldalak mészkőszikláin nő, de a Földközi-tenger partvidékén betelepült a városokba is. Rendszeresen felüti fejét az omladékokon, a vár- és egyéb terméskőfalak illesztékeiben, sőt, az útburkoló kövek közti résekben is.

## Jellemzői, termesztése
40–80 cm magasra nő meg. Ívesen felemelkedő szárai 30–40 cm átmérőig bokrosodnak. Levelei kékes- vagy szürkészöldek, kopaszok, tojásdad-lándzsás alakúak. Illatos virágai tömött álernyőkben májustól szeptemberig nyílnak; a törzsváltozat virágai kárminpirosak.
Kevés gondozást igénylő, de fény- és melegigényes. Jó vízvezető, meszes talajba ültessük; lehetőleg száraz rézsűkre, sziklakertbe vagy déli épületfal előtti napos évelőágyba. Virágzás után visszavágva újból virágzik.

## Termesztett változatai
- Centranthus ruber albus fehér virágú;
- Centranthus ruber coccineus – 60 cm-re nő, ribizlipiros virágú;
- Centranthus ruber Rosenrot – 60 cm-re nő, rózsaszín virágú.

## Hatóanyaga, hatása
Fő hatóanyaga a valeriánsav, aminek használatát nyugtató hatása miatt számos sportágban tiltják.
A legismertebb ilyen doppingügy a 2004-es, Kecskeméten rendezett fogathajtó világbajnokság után robbant ki, amikor a győztes Michael Freund Mary 64 nevű lovának mintájában valeriánsavat találtak. A Nemzetközi Lovas Szövetség (FEI) Jogi Bizottsága végül elfogadta Freund érvelését, miszerint a nyugtató a helyszínen legelt piros sarkantyúvirágból került a ló szervezetébe, és így megtarthatta aranyérmét.